# Pierre Balineau
Pas d'image ? Cliquez ici

a Compétitions nationales et continentales officielles uniquement.

Pierre Balineau (né le 31 octobre 1945 à Bordeaux,) est un joueur français de rugby à XV.

## Biographie
Pierre Balineau mesure 1,78 m pour 87 kg, son poste de prédilection était talonneur. Pianiste, il était par ailleurs ceinture noire de judo. Il a également inventé un nouveau modèle de joug.
Il fut finaliste du championnat de France en 1975 avec le CA Brive.

## Carrière
- 1971-1981 :  CA Brive
- ? :  US Objat
- ? :  RC Guéret

## Palmarès
- Vice-champion de France en 1975 avec le CA Brive.